# Nathan Boone
Nathan Boone, född 1781, död 1857, var en pionjär, officer och delegat till Missouris konstutionskonvent.

## Ungdom och tidiga liv
Nathan Boone var yngste son till Daniel Boone och dennes hustru Rebecca Bryant Boone. Han följde med när familjen flyttade från Kentucky till Missouri 1799. Samma år gifte han sig med Olive Van Bibber. Nathan bedrev pälsfångst tillsammans med sin svåger Mathias och utvann salt, innan han övergick till en karriär som lantmätare i federal tjänst.

## 1812 års krig
Nathan Boone blev officer i Missiouris milis och som sådan deltog han i expeditioner mot prärieindianska stammar, men var också känd som en god förhandlare med osageindianerna. När 1812 års krig bröt ut utnämndes han till kapten vid Missouri Rangers, ett lokalt spaningsförband vilket hade till uppgift att varna för brittisk-indianska anfall. Under kriget förde han befälet vid operationer mot indianerna i Illinois.

## Liv som civilist
Efter kriget fortsatte Nathan Boone som lantmätare och gjorde på federalt uppdrag långa expeditioner på prärien, medan familjen var bosatt i St. Charles County. Han var framgångsrik och valdes som delegat konstitutionskonventet när Missouri blev en stat i unionen 1820. När han var officer i den reguljära armén tvingades han 1837 sälja sitt ståtliga hem, därför att gått i borgen för en tjänsteman som rymde med häradskassan. Han flyttade nu till prärien i sydvästra Missouri och byggde ett enkelt timmerhus på den nya gården i Ash Grove. Där bodde hans familj medan han tjänstgjorde i armén.

## Reguljär officer
När Black Hawk-kriget bröt ut 1832 utnämndes Nathan Boone till kapten vid United States Mounted Rangers, en kortlivad beriden jägarbataljon. Sedan kommenderades hans kompani till Fort Gibson på hösten 1832. Nästa vår kartlade Boone gränserna mellan Creeknationen och Cherokeenationen i Indianterritoriet. Ett dragonregemente organiserades för att ersätta jägarbataljonen och Boone blev nu kapten vid detta nya förband. Som kompanichef deltog han 1834 i den stora dragonexpeditionen över den sydvästra prärien under Henry Leavenworths befäl. Återstoden av sitt militära liv tillbringade Boone vid indiangränsen och i Indianterritoriet. Mot slutet av mexikanska kriget var han militärguvernör i Santa Fe. Han tog avsked som överstelöjtnant 1853 och tillbringade de återstående tre åren av sitt liv på sin gård i Ash Grove.